# Сьюпириор (Висконсин)
Сьюпи́риор (англ. Superior) — город в штате Висконсин (США). Административный центр округа Дуглас. По данным переписи за 2010 год в Сьюпириоре проживали 27 244 человека.

## Географическое положение
По данным Бюро переписи населения США город имеет общую площадь в 144,13 км² (суша — 95,73 км², водная поверхность — 48,41 км²). Сьюпириор находится на границе штата Висконсин со штатом Миннесота напротив города Дулут на берегу озера Верхнее. Он окружён тремя бухтами и двумя реками: бухты Сент-Луис, Сьюпериор, Аллуе и реки Сент-Луис и Немаджи. Вместе с Дулутом город входит в агломерацию Твин-Портс.

### Транспорт
Через город проходят:
- I-535 (англ. Interstate 535).
- US 2 (англ. US Highway 2).
- US 53 (англ. US Highway 53).
- Дорога 35 штата Висконсин[англ.].
- Дорога 105 штата Висконсин[англ.].

Город обслуживается аэропортом Ричарда Бонга

## История
Первая хижина на территории будущего города была построена в сентябре 1853 года на берегу реки Немиджи. Город Сьюпириор был основан 6 ноября 1854 года, инкорпорирован 25 марта 1889 года.

## Население
По данным переписи 2010 года население Сьюпириора составляло 27 244 человека (из них 49,0 % мужчин и 51,0 % женщин), в городе было 11 670 домашних хозяйств и 4341 семей. На территории города было расположено 12 328 постройки со средней плотностью 128,8 построек на один квадратный километр суши. Расовый состав: белые — 91,5 %, афроамериканцы — 1,4, азиаты — 1,2 %, коренные американцы — 2,6 %.
Население города по возрастному диапазону по данным переписи 2010 года распределилось следующим образом: 21,3 % — жители младше 18 лет, 5,6 % — между 18 и 21 годами, 59,6 % — от 21 до 65 лет и 13,5 % — в возрасте 65 лет и старше. Средний возраст населения — 35,4 лет. На каждые 100 женщин в Сьюпириоре приходилось 96,2 мужчин, при этом на 100 совершеннолетних женщин приходилось уже 94,2 мужчин сопоставимого возраста.
Из 11 670 домашних хозяйств 56,1 % представляли собой семьи: 37,2 % совместно проживающих супружеских пар (14,1 % с детьми младше 18 лет); 13,5 % — женщины, проживающие без мужей и 5,4 % — мужчины, проживающие без жён. 43,9 % не имели семьи. В среднем домашнее хозяйство ведут 2,23 человека, а средний размер семьи — 2,84 человека. В одиночестве проживали 34,6 % населения, 12,0 % составляли одинокие пожилые люди (старше 65 лет).

## Экономика
В 2014 году из 21 777 человека старше 16 лет имели работу 13 198. При этом мужчины имели медианный доход в 44 082 долларов США в год против 33 757 долларов среднегодового дохода у женщин. В 2014 году медианный доход на семью оценивался в 53 878 $, на домашнее хозяйство — в 40 198 $. Доход на душу населения — 23 272 $ в год.